# Simba (film)
Pour les articles homonymes, voir Simba.
Pour plus de détails, voir Fiche technique et Distribution.
Simba est un film britannique de Brian Desmond Hurst, sorti en 1955.

## Synopsis
En arrivant au Kenya, Alan est accueilli par Mary, une amie d'enfance dont il est amoureux. Mais, par la suite, il retrouve la ferme de son frère détruite et ce dernier assassiné par une tribu Mau Mau. Alan décide alors de rester sur place pour venger son frère mais doit faire face à de nombreux massacres perpétrés par le chef Simba…

## Fiche technique
- Réalisation : Brian Desmond Hurst
- Scénario : John Baines d'après la nouvelle d'Anthony Perry
- Directeur de la photographie : Geoffrey Unsworth
- Montage : Michael Gordon
- Musique : Francis Chagrin
- Costumes : Doris Lee
- Production : Peter De Sarigny
- Genre : Drame
- Pays de production :  Angleterre
- Durée : 99 minutes
- Date de sortie :
  - Angleterre : 25 janvier 1955 (Londres)
  - Angleterre : mars 1955
  - États-Unis : 9 septembre 1955
  - France : 11 novembre 1955

## Distribution
- Dirk Bogarde (VF : Jean-Louis Jemma) : Alan Howard
- Donald Sinden (VF : Jean-Claude Michel) : l'inspecteur Tom Drummond
- Virginia McKenna (VF : Jacqueline Porel) : Mary Crawford
- Basil Sydney (VF : Pierre Morin) : M. Crawford
- Marie Ney : Mme Crawford
- Joseph Tomelty (VF : René Blancard) : Dr Hughes
- Earl Cameron (VF : Georges Aminel) : Karanja
- Orlando Martins (VF : Marcel Rainé) : l'homme de tête
- Ben Johnson (VF : Lud Germain) : Kimani
- Frank Singuineau : Waweru
- Huntley Campbell : Joshua
- Slim Harris : Chege
- Glyn Lawson : Mundati
- Harry Quashie : Thakla